# Impromptus de Chopin
Les quatre impromptus de Frédéric Chopin furent composés à différentes époques de sa vie, entre 1835 et 1842. Le titre indique une forme A.B.A., un thème initial de caractère improvisé, un passage central plus expressif et visant l'opposition avec le précédent, et un retour à la première idée. 
Fantaisie-Impromptu est le nom donné par Julian Fontana au quatrième impromptu de Chopin, composé en premier mais publié après la mort du compositeur.

## Premier Impromptu, en la bémol majeur, op. 29

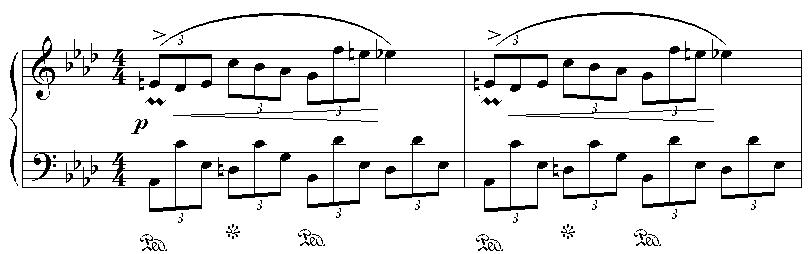
Premières mesures de lImpromptu n° 1.

L'Impromptu No. 1 en la bémol majeur Opus 29 de Frédéric Chopin fut composé en 1837 et publié la même année. Il est d'un style musical très sophistiqué et difficile d'interprétation selon beaucoup de pianistes. 

### Détail
La composition est mesurée à 4/4, l'indication est Allegro assai, quasi presto. 
L'Impromptu est en trois parties. Une gracieuse vague de triolets, mouvement perpétuel, débute et accompagne la pièce. Des tenues dans les premières croches des triolets de basse et des accents à la main droite viennent enrichir ce flot. L'épisode central, plus noble et expressif, module en fa mineur. Des basses d'un rythme et phrasé insolites font échos à la mélodie de la main droite, qui s'enrichit de plus en plus, jusqu'à la ré-exposition de la première partie amenée par un enchaînement de trilles. Le morceau s'achève sur trois accords pianissimo.

### Dans la culture populaire
Dans le roman Trilby de George du Maurier, le personnage éponyme, une chanteuse qui ne peut s'accomplir que sous hypnose, interprète l'Impromptu en la bémol majeur comme vocalise sans parole pour clore son concert.

## Deuxième Impromptu, en fa dièse majeur, op. 36
L'Impromptu No. 2 en fa dièse majeur Opus 36 de Frédéric Chopin fut composé en 1839 et publié l'année suivante. La mélodie dolcissimo traverse l'œuvre et la tonalité est assez fluctuante.

### Détail
La composition est mesurée à 4/4, l'indication est Andantino.
La pièce est dans la tonalité peu couramment utilisée de fa dièse majeur, que l'on peut retrouver dans d'autres rares compositions majeures de l'époque romantique, telles que la Sonate pour piano n°24 "A Thérèse" de Ludwig van Beethoven ou la célèbre Barcarolle de Chopin.
L'Impromptu commence avec un accord rappelant les nocturnes. Une basse immuable et berçante porte la paisible mélodie de la main droite, qui s'orne peu à peu. Le passage central est précédé d'un instant plus nerveux où le rythme est cassé, pour le préparer. Cette deuxième partie, brusquement modulée en ré majeur, dans le style d'une polonaise, commence à gronder dans le grave, pour progressivement éclater triomphalement dans l'aigu. Une transition aux harmonies étonnantes ramène sur le thème initial, mais les basses de la main gauche sont à présent des triolets délicats. Pour la coda, la main droite trace de longues lignes virtuoses en triples croches qui accompagnent le motif de la basse, avant un bref rappel de la polonaise, et deux accords fortissimo.

## Troisième Impromptu, en sol bémol majeur, op. 51
L'Impromptu No. 3 en sol bémol majeur Opus 51 de Frédéric Chopin fut composé en 1842 et publié l'année suivante.  C'est le dernier, par ordre de composition, de ses quatre Impromptus, mais le troisième publié.  

### Détail
La composition est mesurée à 12/8, l'indication est Tempo giusto.
Le premier thème est une mélodie en triolets d'allure improvisée, rappelant fortement le début du premier Impromptu. D'abord également accompagnée de triolets caressants, elle viendra s'enrichir d'accords à la basse, puis d'un contrepoint, qui laisse toutefois à la ligne mélodique l'expression vocale. Dans le passage central, sostenuto, la mesure passe à quatre temps, et le thème est exposé à la main gauche, soutenu par des triolets main droite. Il est grave, et d'une éloquence profonde. La première partie est ré-exposée, et le morceau s'achève sur une série d'accords crescendo.

## Quatrième Impromptu, en do dièse mineur, op. posth. 66
La Fantaisie-Impromptu, opus posthume 66, est une œuvre pour piano seul de Frédéric Chopin. C'est l'un de ses plus célèbres chefs-d'œuvre, composé en 1834 pour Madame la Baronne Augusta Emma d'Este. Ce quatrième et dernier des Impromptus du compositeur est achevé chronologiquement en premier, et publié en 1855 à titre posthume, par Julian Fontana.